# Anísio de Abreu
Anísio de Abreu là một đô thị thuộc bang Piauí, Brasil. Đô thị này có diện tích 326,822 km², dân số năm 2007 là 8197 người, mật độ 25,08 người/km².